# Centrifugació
La centrifugació és un mètode pel qual es poden separar sòlids de líquids de diferent densitat mitjançant una centrifugadora, la qual imprimeix a la barreja un moviment rotatori amb una força de major intensitat que la gravetat, provocant la sedimentació del sòlid o de les partícules de major densitat. Aquest és un dels principis en els quals es basa la densitat: Totes les partícules, per posseir massa, es veuen afectades per qualsevol força (origen d'una acceleració). La centrifugació imposa, gràcies a l'acceleració centrífuga, un efecte semblant al gravitacional: Les partícules experimenten una acceleració que les obliga a sedimentar.
La centrifugació pot dividir-se en primera instància en dos grans grups: La Preparativa i l'Analítica. En la primera, s'obtenen grans quantitats del material que es desitja estudiar, mentre que en la segona es procedeix a l'anàlisi de les macromolècules en una ultracentrifugació. Existeixen diversos mètodes de centrifugació i una extensa varietat de tècniques derivades d'aquesta.
- Centrifugació Diferencial: Es basa en una diferència en la densitat de les molècules. Aquesta diferència ha de ser gran per a poder ser observada al centrifugar; Les partícules que posseeixin densitats similars sedimenten juntes. Aquest mètode és inespecífic, pel que s'utilitza com centrifugació preparativa per a separar partícules d'altres components en la barreja (per exemple, per a separar mitocondris de nuclis i membrana) però no és útil per a separar molècules.

- Centrifugació Isopícnica: També coneguda com a centrifugació zonal. Les partícules se separen a l'usar medis de diferent densitat. Les partícules amb major densitat que el medi sedimenten en el fons (Botó o precipitat, pellet en anglès). Aquells components de la barreja amb menor densitat al medi quedaran en el sobrenadant (supernatant) mentre que les partícules amb densitat similar a la del medi de centrifugació, quedaran en una zona intermèdia entre el precipitat i el sobrenandant. El medi pot no presentar gradients de concentració (centrifugació zonal sense gradient) o tenir diferències de concentració (centrifugació zonal amb gradient)

- Ultracentrifugació: Permet estudiar les característiques de sedimentació d'estructures subcel·lulars (lisosomes, ribosomes i microsomes) i biomolècules. Utilitza rotors especials (fixos o de gronxador) i sistemes de monitoratge. Existeixen diferents maneres de monitorar la sedimentació de les partícules en la ultracentrifugació, el més comú d'ells mitjançant llum UV o interferones.